# حكومة اليونان
حكومة اليونان (رسمياً: حكومة الجمهورية اليونانية؛ أيضاً الحكومة اليونانية) هي حكومة الجمهورية اليونانية الثالثة، التي تم إصلاحها حتى الآن في عام 1974
رئيس الحكومة هو رئيس وزراء اليونان. ويوصي الوزراء ونواب الوزراء برئيس الجمهورية للحصول على موعد. ينتمي رئيس الوزراء والوزراء والوزراء المناوبون إلى مجلس الوزراء، اللجنة العليا لصنع القرار. عادة ما يكون الوزراء والمناوبون في البرلمان. وهم المسؤولون أمام الدستور. نواب الوزراء ليسوا أعضاء في الحكومة.
الهيئات الحكومية الجماعية الأخرى، باستثناء مجلس الوزراء، هي لجنة المؤسسات، والمجلس الحكومي للشؤون الخارجية والدفاع وغيرها، بما في ذلك قضايا السياسة الحكومية الخاصة.

## علم اليونان

علم اليونان.

يتكون علم اليونان من تسعة خطوط أفقية وزرقاء بالتناوب، مع صليب أبيض على حقل أزرق في أعلى اليسار.
يمثل عدد الأشرطة عدد المقاطع في عبارة "Ελευθερία ή Θάνατος" أيّ «الحرية أو الموت».